# Hollywood Vampires
Hollywood Vampires er en amerikansk rock-supergruppe der blev dannet i 2015 af Alice Cooper, Johnny Depp og Joe Perry for at ære musik som afdøde rockstjerner, der var døde af overdosis, havde spillet i 1970'erne. Bandnavnet stammer fra The Hollywood Vampires, der var en drikkeklub for kendte, der blev dannet af Cooper i 1970'erne, hvis medlemmer inkluderede John Lennon fra The Beatles og Keith Moon fra The Who.
Gruppen har udgivet et album, Hollywood Vampires (2015), der har gæsteoptrædener fra Paul McCartney, Dave Grohl, Joe Walsh og Dracula-stjernen Christopher Lee. Albummet blev indspillet kort inden Lees død og er hans sidste musikoptræden. Det indeholder 13 coverversioner af 70'er rocknumre og to nye sange. Cooper og Perry har diskuteret udgivelsen af et kommende livealbum, men har indrømmet at Depps planlægning er anderledes end deres.

## Liveoptrædener
Gruppens første liveoptræden foregik på Roxy Theatre (West Hollywood) i Los Angeles den 16. og 17. september 2015 De tre kernemedlemmer blev akkompagneret af bassist Duff McKagan, trommeslager Matt Sorum, rytmeguitarist Tommy Henriksen og Bruce Witkin på keyboard og guitar. Gæsteoptrædener begge aftenen var Tom Morello, Geezer Butler, Perry Farrell, Zak Starkey og Kesha, og Marilyn Manson den anden aften. Ugen efter optrådte gruppen til Rock in Rio-festivalen i Brasilien d. 24. september 2015, og blev webcastet live på AOL. Gæsteoptrædener her var Lzzy Hale, Zak Starkey og Andreas Kisser.
I februar 2016 optrådte gruppen ved Grammy Award ceremonien som en hyldest til Lemmy Kilmister, som døde i slutningen af 2015. Gruppen annoncerede også deres første turné, som begyndte på Turning Stone Resort & Casino den 24. maj. Gruppen skulle optræde ved deres første late-night optræden på fjernsyn i The Late Show with Stephen Colbert den 11. juli 2016; men da lead guitarist og medgrundlæggeren Perry kollapsede på scenen under en optræden den 10. juli blev det aflyst. Bandet fortsætte med at optræde uden Perry frem til han vendte tilbage til turnéen den 22. juli.
Gruppen havde deres debut til late-night fjernsyn i Jimmy Kimmel Live! den 19. juni 2019.

## Medlemmer
Kernemedlemmer
- Alice Cooper – vokal, mundharmonika
- Johnny Depp – guitar, baggrundsvokal
- Joe Perry – guitar, baggrundsvokal

Turnémedlemmer
- Tommy Henriksen – guitar, baggrundsvokal
- Duff McKagan – bas, baggrundsvokal
- Matt Sorum – trommer, baggrundsvokal
- Bruce Witkin – keyboard, guitar, baggrundsvokal

## Diskografi
- Hollywood Vampires (2015)
- Rise (2019)